# Poligon nr. 4 (album)
Poligon nr. 4 – debiutancki album warszawskiego zespołu Poligon nr. 4 wydany w 2011 roku nakładem wytwórni S.P. Records..

## Twórcy
Zespół Poligon nr. 4 w składzie:
- Aleksander "Gutek" Gutocki – wokal, gitara, gitara basowa (utwory 3, 7 i 14), instr. klawiszowe, waltornia, perkusja
- Paweł „YodaM" Karbarz – gitara basowa

Inni
- Sławomir Janowski - produkcja muzyczna, realizacja nagrań, miks i mastering
- Mariusz Kumala - realizacja nagrań (partie basowe)

## Lista utworów
| Nr  | Tytuł utworu                                 | Długość |
| --- | -------------------------------------------- | ------- |
| 1.  | „Friday 13th” (muz. A. Gutocki)              | 1:37    |
| 2.  | „Obóz pracy” (muz. Poligon nr. 4)            | 2:42    |
| 3.  | „Bohater dnia codziennego” (muz. A. Gutocki) | 4:08    |
| 4.  | „Poligon nr. 4” (muz. A. Gutocki)            | 2:39    |
| 5.  | „Underdog” (muz. P. Karbarz, A. Gutocki)     | 3:04    |
| 6.  | „Die Hard” (muz. A. Gutocki)                 | 3:05    |
| 7.  | „Wygnanie” (muz. A. Gutocki)                 | 3:22    |
| 8.  | „Odrzut” (muz. P. Karbarz, A. Gutocki)       | 2:55    |
| 9.  | „Dystans” (muz. A. Gutocki)                  | 4:31    |
| 10. | „70” (muz. P. Karbarz, A. Gutocki)           | 2:42    |
| 11. | „...” (muz. A. Gutocki)                      | 2:28    |
| 12. | „Rozwidlenie” (muz. A. Gutocki)              | 2:53    |
| 13. | „Lądowanie w Normandii” (muz. P. Karbarz)    | 4:23    |
| 14. | „Vs.” (muz. P. Karbarz, A. Gutocki)          | 3:21    |
|     |                                              | 43:50   |

Teksty – A. Gutocki